# Godebaldgroep
De Godebaldgroep was een groep binnen de Politieke Partij Radikalen in het begin van de jaren tachtig van de 20e eeuw.
De leden van deze groep stonden samenwerking voor van de PPR met Democraten 66 en de Partij van de Arbeid. Ze wilden dat de PPR zich expliciet richtte op centrumlinkse en progressieve christelijke kiezers. Zo moest de PPR bijdragen aan een centrumlinks meerderheidskabinet. De groep is vernoemd naar de plek waar ze regelmatig bijeenkwam.
Toen de PPR in 1981 de voorstellen van de Godebaldgroep verwierp, verlieten de eerste leden van de groep de PPR. Gedurende de periode 1981-1989 koos de PPR steeds explicieter voor samenwerking met de Pacifistisch Socialistische Partij en de Communistische Partij van Nederland en verlieten vele leden van de groep de partij. De meesten kwamen terecht bij de PvdA, sommigen kozen voor D66.
Leden van de Godebaldgroep waren onder anderen:
- Erik Jurgens, voorzitter en Tweede Kamerlid voor de PPR, vervolgens Tweede en Eerste Kamerlid voor de PvdA;
- Michel van Hulten, Eerste en Tweede Kamerlid, staatssecretaris voor de PPR, vervolgens actief binnen D66 en recentelijk 50PLUS;
- Constant van Waterschoot, Eerste Kamer- en Zeeuws Statenlid voor de PPR, vervolgens Statenlid voor Delta Anders;
- Jacques Aarden, Tweede Kamerlid voor de PPR en lid van de Raad van State, daarna partijloos
- Ad Melkert, partijbestuurder en kandidaat-Europees Parlementariër voor de PPR, daarna Tweede Kamerlid, minister en partijleider voor de PvdA;
- Dik van Kleef, Eerste Kamerlid voor de PPR;
- Jacques Tonnaer, Eerste Kamerlid voor de PPR, was als PPR-lid en vanaf 1989 als onafhankelijke burgemeester van Sittard;
- Wouter van Dam, voorzitter en Gelders Statenlid van de PPR.